# Eleições parlamentares europeias de 2009 no distrito de Évora
| Eleições parlamentares europeias de 2009 em Portugal Distritos: Aveiro \| Beja \| Braga \| Bragança \| Castelo Branco \| Coimbra \| Évora \| Faro \| Guarda \| Leiria \| Lisboa \| Portalegre \| Porto \| Santarém \| Setúbal \| Viana do Castelo \| Vila Real \| Viseu \| Açores \| Madeira \| Estrangeiro |

## Resultados por concelho
Os resultados nos concelhos do Distrito de Évora foram os seguintes:

### Alandroal
| Partido                 | Partido                        | Votos | %               | +/-  |
| ----------------------- | ------------------------------ | ----- | --------------- | ---- |
|                         | Coligação Democrática Unitária | 865   | 36,84 / 100,00  | 0,35 |
|                         | Partido Socialista             | 864   | 36,80 / 100,00  | 7,55 |
|                         | Partido Social Democrata       | 259   | 11,03 / 100,00  | -    |
|                         | Bloco de Esquerda              | 158   | 6,73 / 100,00   | 5,30 |
|                         | Partido Popular                | 60    | 2,56 / 100,00   | -    |
|                         | PCTP/MRPP                      | 44    | 1,87 / 100,00   | 1,34 |
|                         | Outros                         | 44    | 1,89 / 100,00   |      |
| Votos Inválidos         | Votos Inválidos                | 54    | 2,30 / 100,00   | 0,52 |
| Total                   | Total                          | 2 348 | 100,00 / 100,00 |      |
| Eleitorado/Participação | Eleitorado/Participação        | 5 551 | 42,30 / 100,00  | 2,44 |

| Freguesia                              | %     | %     | %     | %     | %    | %    | Votantes |
| Freguesia                              | CDU   | PS    | PSD   | BE    | PP   | PCTP | Votantes |
| -------------------------------------- | ----- | ----- | ----- | ----- | ---- | ---- | -------- |
| Alandroal (Nossa Senhora da Conceição) | 28,09 | 34,03 | 15,73 | 8,83  | 5,78 | 1,12 | 623      |
| Capelins (Santo António)               | 31,71 | 47,97 | 12,60 | 3,25  | 1,22 | 0,41 | 246      |
| Juromenha                              | 2,63  | 36,84 | 28,95 | 21,05 | 7,89 | 0    | 38       |
| Santiago Maior                         | 45,79 | 35,48 | 6,97  | 6,14  | 0,94 | 1,77 | 961      |
| São Brás dos Matos (Mina do Bugalho)   | 40,99 | 32,30 | 9,32  | 4,97  | 1,86 | 4,97 | 161      |
| Terena                                 | 32,92 | 39,81 | 11,60 | 6,27  | 1,88 | 3,45 | 319      |
| Alandroal                              | 36,84 | 36,80 | 11,03 | 6,73  | 2,56 | 1,87 | 2 348    |

### Arraiolos
| Partido                 | Partido                        | Votos | %               | +/-   |
| ----------------------- | ------------------------------ | ----- | --------------- | ----- |
|                         | Coligação Democrática Unitária | 1 411 | 47,32 / 100,00  | 6,88  |
|                         | Partido Socialista             | 604   | 20,25 / 100,00  | 16,70 |
|                         | Partido Social Democrata       | 356   | 11,94 / 100,00  | -     |
|                         | Bloco de Esquerda              | 252   | 8,45 / 100,00   | 5,81  |
|                         | Partido Popular                | 103   | 3,45 / 100,00   | -     |
|                         | PCTP/MRPP                      | 60    | 2,01 / 100,00   | 1,57  |
|                         | Outros                         | 69    | 2,30 / 100,00   |       |
| Votos Inválidos         | Votos Inválidos                | 127   | 4,26 / 100,00   | 1,72  |
| Total                   | Total                          | 2 982 | 100,00 / 100,00 |       |
| Eleitorado/Participação | Eleitorado/Participação        | 6 457 | 46,18 / 100,00  | 1,74  |

| Freguesia               | %     | %     | %     | %     | %    | %    | Votantes |
| Freguesia               | CDU   | PS    | PSD   | BE    | PP   | PCTP | Votantes |
| ----------------------- | ----- | ----- | ----- | ----- | ---- | ---- | -------- |
| Arraiolos               | 47,68 | 18,71 | 10,90 | 10,48 | 2,88 | 1,76 | 1 422    |
| Gafanhoeira (São Pedro) | 55,43 | 20,65 | 7,61  | 4,35  | 2,17 | 1,45 | 276      |
| Igrejinha               | 54,69 | 17,81 | 9,06  | 6,88  | 5,00 | 2,19 | 320      |
| Sabugueiro              | 65,53 | 15,03 | 4,85  | 3,40  | 1,46 | 3,88 | 206      |
| Santa Justa             | 58,82 | 24,71 | 2,35  | 7,06  | 2,35 | 3,53 | 85       |
| São Gregório            | 50,99 | 23,84 | 11,26 | 3,97  | 1,32 | 1,99 | 151      |
| Vimieiro                | 27,39 | 26,05 | 23,37 | 9,58  | 6,32 | 1,92 | 522      |
| Arraiolos               | 47,32 | 20,25 | 11,94 | 8,45  | 3,45 | 2,01 | 2 982    |

### Borba
| Partido                 | Partido                        | Votos | %               | +/-   |
| ----------------------- | ------------------------------ | ----- | --------------- | ----- |
|                         | Partido Socialista             | 1 027 | 39,61 / 100,00  | 18,12 |
|                         | Coligação Democrática Unitária | 527   | 20,32 / 100,00  | 4,30  |
|                         | Partido Social Democrata       | 400   | 15,43 / 100,00  | -     |
|                         | Bloco de Esquerda              | 264   | 10,18 / 100,00  | 6,90  |
|                         | Partido Popular                | 102   | 3,93 / 100,00   | -     |
|                         | PCTP/MRPP                      | 50    | 1,93 / 100,00   | 1,16  |
|                         | Outros                         | 71    | 2,73 / 100,00   |       |
| Votos Inválidos         | Votos Inválidos                | 152   | 5,86 / 100,00   | 2,92  |
| Total                   | Total                          | 2 593 | 100,00 / 100,00 |       |
| Eleitorado/Participação | Eleitorado/Participação        | 6 669 | 38,88 / 100,00  | 0,47  |

| Freguesia              | %     | %     | %     | %     | %    | %    | Votantes |
| Freguesia              | PS    | CDU   | PSD   | BE    | PP   | PCTP | Votantes |
| ---------------------- | ----- | ----- | ----- | ----- | ---- | ---- | -------- |
| Borba (Matriz)         | 36,74 | 20,29 | 15,63 | 10,97 | 4,75 | 1,64 | 1 222    |
| Borba (São Bartolomeu) | 38,16 | 20,53 | 18,36 | 8,45  | 4,11 | 0,97 | 414      |
| Orada                  | 44,35 | 25,94 | 9,21  | 5,44  | 2,51 | 2,93 | 239      |
| Rio de Moinhos         | 43,73 | 18,38 | 15,46 | 11,42 | 2,92 | 2,65 | 718      |
| Borba                  | 39,61 | 20,32 | 15,43 | 10,18 | 3,93 | 1,93 | 2 593    |

### Estremoz
| Partido                 | Partido                        | Votos  | %               | +/-   |
| ----------------------- | ------------------------------ | ------ | --------------- | ----- |
|                         | Partido Socialista             | 1 399  | 28,85 / 100,00  | 18,77 |
|                         | Partido Social Democrata       | 1 256  | 25,90 / 100,00  | -     |
|                         | Coligação Democrática Unitária | 931    | 19,20 / 100,00  | 2,93  |
|                         | Bloco de Esquerda              | 423    | 8,72 / 100,00   | 5,48  |
|                         | Partido Popular                | 302    | 6,23 / 100,00   | -     |
|                         | PCTP/MRPP                      | 113    | 2,33 / 100,00   | 0,08  |
|                         | Movimento Esperança Portugal   | 50     | 1,03 / 100,00   | Novo  |
|                         | Outros                         | 102    | 2,09 / 100,00   |       |
| Votos Inválidos         | Votos Inválidos                | 273    | 5,63 / 100,00   | 3,09  |
| Total                   | Total                          | 4 849  | 100,00 / 100,00 |       |
| Eleitorado/Participação | Eleitorado/Participação        | 13 355 | 36,31 / 100,00  | 1,87  |

| Freguesia                 | %     | %     | %     | %     | %    | %    | %    | Votantes |
| Freguesia                 | PS    | PSD   | CDU   | BE    | PP   | PCTP | MEP  | Votantes |
| ------------------------- | ----- | ----- | ----- | ----- | ---- | ---- | ---- | -------- |
| Arcos                     | 33,88 | 23,31 | 18,97 | 9,49  | 4,34 | 3,52 | 0,54 | 369      |
| Estremoz (Santa Maria)    | 21,89 | 29,22 | 17,25 | 10,81 | 7,59 | 1,79 | 1,16 | 1 896    |
| Estremoz (Santo André)    | 25,81 | 33,68 | 13,16 | 8,13  | 9,29 | 1,55 | 0,52 | 775      |
| Évora Monte               | 38,28 | 12,50 | 26,95 | 7,03  | 4,30 | 4,30 | 0,78 | 256      |
| Glória                    | 28,25 | 19,21 | 30,51 | 7,34  | 5,65 | 3,39 | 1,13 | 177      |
| Santa Vitória do Ameixial | 27,06 | 23,53 | 30,59 | 6,47  | 1,18 | 4,12 | 1,76 | 170      |
| Santo Estêvão             | 14,71 | 44,12 | 14,71 | 17,65 | 2,94 | 0    | 2,94 | 34       |
| São Bento de Ana Loura    | 9,09  | 9,09  | 63,64 | 9,09  | 0    | 9,09 | 0    | 11       |
| São Bento do Ameixial     | 29,71 | 34,78 | 12,32 | 7,97  | 5,07 | 0,72 | 0    | 138      |
| São Bento do Cortiço      | 41,50 | 13,00 | 19,00 | 10,00 | 1,50 | 5,50 | 0,50 | 200      |
| São Domingos de Ana Loura | 34,04 | 6,91  | 46,81 | 5,85  | 2,66 | 1,06 | 0,53 | 188      |
| São Lourenço de Mamporcão | 40,08 | 19,08 | 24,43 | 3,44  | 4,20 | 3,82 | 0    | 262      |
| Veiros                    | 44,50 | 25,74 | 10,19 | 5,36  | 5,36 | 1,34 | 3,22 | 373      |
| Estremoz                  | 28,85 | 25,90 | 19,20 | 8,72  | 6,23 | 2,33 | 1,03 | 4 849    |

### Évora
| Partido                 | Partido                        | Votos  | %               | +/-   |
| ----------------------- | ------------------------------ | ------ | --------------- | ----- |
|                         | Partido Socialista             | 4 611  | 24,84 / 100,00  | 22,05 |
|                         | Partido Social Democrata       | 4 030  | 21,71 / 100,00  | -     |
|                         | Coligação Democrática Unitária | 3 954  | 21,30 / 100,00  | 0,88  |
|                         | Bloco de Esquerda              | 2 624  | 14,14 / 100,00  | 9,09  |
|                         | Partido Popular                | 1 239  | 6,67 / 100,00   | -     |
|                         | PCTP/MRPP                      | 314    | 1,69 / 100,00   | 0,04  |
|                         | Movimento Esperança Portugal   | 241    | 1,30 / 100,00   | Novo  |
|                         | Outros                         | 429    | 2,31 / 100,00   |       |
| Votos Inválidos         | Votos Inválidos                | 1 121  | 6,03 / 100,00   | 2,97  |
| Total                   | Total                          | 18 563 | 100,00 / 100,00 |       |
| Eleitorado/Participação | Eleitorado/Participação        | 48 163 | 38,54 / 100,00  | 0,04  |

| Freguesia                       | %     | %     | %     | %     | %     | %    | %    | Votantes |
| Freguesia                       | PS    | PSD   | CDU   | BE    | PP    | PCTP | MEP  | Votantes |
| ------------------------------- | ----- | ----- | ----- | ----- | ----- | ---- | ---- | -------- |
| Bacelo                          | 23,94 | 16,72 | 21,01 | 17,80 | 6,13  | 1,44 | 1,44 | 2 494    |
| Canaviais                       | 25,41 | 15,64 | 24,21 | 15,85 | 5,65  | 1,52 | 0,65 | 921      |
| Évora (Santo Antão)             | 18,09 | 30,94 | 19,13 | 11,66 | 8,82  | 2,39 | 2,09 | 669      |
| Évora (São Mamede)              | 26,55 | 23,51 | 18,95 | 13,92 | 7,60  | 1,64 | 0,58 | 855      |
| Horta das Figueiras             | 25,62 | 20,11 | 17,23 | 17,27 | 7,82  | 1,38 | 0,97 | 2 467    |
| Malagueira                      | 20,51 | 25,40 | 21,02 | 16,61 | 6,17  | 1,51 | 1,51 | 3 973    |
| Nossa Senhora da Boa Fé         | 11,46 | 15,92 | 58,60 | 2,55  | 2,55  | 0,64 | 0    | 157      |
| Nossa Senhora da Graça do Divor | 19,37 | 7,33  | 49,74 | 8,38  | 4,19  | 4,19 | 0,52 | 191      |
| Nossa Senhora da Tourega        | 30,51 | 9,37  | 36,86 | 9,37  | 4,23  | 3,02 | 0,91 | 331      |
| Nossa Senhora de Guadalupe      | 29,46 | 2,68  | 39,29 | 9,82  | 8,04  | 3,57 | 0    | 112      |
| Nossa Senhora de Machede        | 33,42 | 8,17  | 38,61 | 6,44  | 2,72  | 3,47 | 0,25 | 404      |
| São Bento do Mato               | 33,99 | 24,63 | 15,52 | 8,87  | 4,43  | 1,23 | 0,49 | 406      |
| São Manços                      | 41,64 | 12,46 | 27,76 | 4,63  | 0,71  | 3,91 | 1,07 | 281      |
| São Miguel de Machede           | 29,37 | 15,51 | 30,03 | 11,55 | 2,64  | 3,63 | 0,99 | 303      |
| São Sebastião da Giesteira      | 34,56 | 12,23 | 29,66 | 10,09 | 1,83  | 4,59 | 0,61 | 327      |
| São Vicente do Pigeiro          | 36,92 | 19,49 | 21,03 | 7,18  | 5,13  | 1,03 | 1,03 | 195      |
| Sé e São Pedro                  | 23,66 | 28,33 | 12,74 | 10,69 | 13,42 | 1,37 | 2,84 | 879      |
| Senhora da Saúde                | 25,36 | 28,02 | 15,06 | 12,89 | 7,88  | 1,31 | 1,62 | 3 273    |
| Torre de Coelheiros             | 28,92 | 7,38  | 53,23 | 4,92  | 1,85  | 1,23 | 0,31 | 325      |
| Évora                           | 24,84 | 21,71 | 21,30 | 14,14 | 6,67  | 1,69 | 1,30 | 18 563   |

### Montemor-o-Novo
| Partido                 | Partido                        | Votos  | %               | +/-   |
| ----------------------- | ------------------------------ | ------ | --------------- | ----- |
|                         | Coligação Democrática Unitária | 3 172  | 43,70 / 100,00  | 3,17  |
|                         | Partido Socialista             | 1 593  | 21,95 / 100,00  | 14,28 |
|                         | Partido Social Democrata       | 979    | 13,49 / 100,00  | -     |
|                         | Bloco de Esquerda              | 543    | 7,48 / 100,00   | 5,35  |
|                         | Partido Popular                | 263    | 3,62 / 100,00   | -     |
|                         | PCTP/MRPP                      | 153    | 2,11 / 100,00   | 1,13  |
|                         | Outros                         | 191    | 2,63 / 100,00   |       |
| Votos Inválidos         | Votos Inválidos                | 365    | 5,03 / 100,00   | 2,83  |
| Total                   | Total                          | 7 259  | 100,00 / 100,00 |       |
| Eleitorado/Participação | Eleitorado/Participação        | 15 783 | 45,99 / 100,00  | 2,53  |

| Freguesia                 | %     | %     | %     | %    | %    | %    | Votantes |
| Freguesia                 | CDU   | PS    | PSD   | BE   | PP   | PCTP | Votantes |
| ------------------------- | ----- | ----- | ----- | ---- | ---- | ---- | -------- |
| Cabrela                   | 32,32 | 38,78 | 13,31 | 3,80 | 4,18 | 0,76 | 263      |
| Ciborro                   | 24,10 | 49,40 | 7,53  | 9,94 | 1,20 | 2,11 | 332      |
| Cortiçadas                | 54,76 | 15,00 | 11,90 | 5,71 | 1,67 | 2,62 | 420      |
| Foros de Vale de Figueira | 48,72 | 23,83 | 7,23  | 6,60 | 3,19 | 2,55 | 470      |
| Lavre                     | 33,33 | 26,56 | 19,51 | 8,40 | 2,71 | 1,63 | 369      |
| Nossa Senhora da Vila     | 42,14 | 20,13 | 12,86 | 9,01 | 4,93 | 2,53 | 2 131    |
| Nossa Senhora do Bispo    | 41,10 | 20,33 | 17,17 | 7,73 | 3,65 | 1,99 | 2 056    |
| Santiago do Escoural      | 57,38 | 19,58 | 7,68  | 6,63 | 2,41 | 1,96 | 664      |
| São Cristóvão             | 42,24 | 14,60 | 23,60 | 4,04 | 4,97 | 0,93 | 322      |
| Silveiras                 | 71,12 | 12,93 | 3,88  | 2,59 | 1,72 | 1,72 | 232      |
| Montemor-o-Novo           | 43,70 | 21,95 | 13,49 | 7,48 | 3,62 | 2,11 | 7 259    |

### Mora
| Partido                 | Partido                        | Votos | %               | +/-   |
| ----------------------- | ------------------------------ | ----- | --------------- | ----- |
|                         | Coligação Democrática Unitária | 914   | 43,82 / 100,00  | 3,78  |
|                         | Partido Socialista             | 388   | 18,60 / 100,00  | 13,95 |
|                         | Partido Social Democrata       | 343   | 16,44 / 100,00  | -     |
|                         | Bloco de Esquerda              | 149   | 7,14 / 100,00   | 5,06  |
|                         | Partido Popular                | 66    | 3,16 / 100,00   | -     |
|                         | PCTP/MRPP                      | 59    | 2,83 / 100,00   | 0,50  |
|                         | Outros                         | 50    | 2,39 / 100,00   |       |
| Votos Inválidos         | Votos Inválidos                | 117   | 5,61 / 100,00   | 2,88  |
| Total                   | Total                          | 2 086 | 100,00 / 100,00 |       |
| Eleitorado/Participação | Eleitorado/Participação        | 5 217 | 39,98 / 100,00  | 3,45  |

| Freguesia | %     | %     | %     | %    | %    | %    | Votantes |
| Freguesia | CDU   | PS    | PSD   | BE   | PP   | PCTP | Votantes |
| --------- | ----- | ----- | ----- | ---- | ---- | ---- | -------- |
| Brotas    | 49,81 | 14,94 | 17,24 | 5,75 | 1,92 | 4,21 | 261      |
| Cabeção   | 49,66 | 23,25 | 7,67  | 7,90 | 2,93 | 2,48 | 443      |
| Mora      | 42,89 | 16,46 | 18,80 | 7,62 | 2,74 | 2,24 | 984      |
| Pavia     | 35,68 | 21,11 | 19,85 | 6,03 | 5,28 | 3,77 | 398      |
| Mora      | 43,82 | 18,60 | 16,44 | 7,14 | 3,16 | 2,83 | 2 086    |

### Mourão
| Partido                 | Partido                        | Votos | %               | +/-   |
| ----------------------- | ------------------------------ | ----- | --------------- | ----- |
|                         | Partido Socialista             | 368   | 40,13 / 100,00  | 18,58 |
|                         | Partido Social Democrata       | 217   | 23,66 / 100,00  | -     |
|                         | Coligação Democrática Unitária | 140   | 15,27 / 100,00  | 8,06  |
|                         | Bloco de Esquerda              | 65    | 7,09 / 100,00   | 5,98  |
|                         | Partido Popular                | 47    | 5,13 / 100,00   | -     |
|                         | PCTP/MRPP                      | 22    | 2,40 / 100,00   | 0,18  |
|                         | Outros                         | 21    | 2,30 / 100,00   |       |
| Votos Inválidos         | Votos Inválidos                | 37    | 4,03 / 100,00   | 2,26  |
| Total                   | Total                          | 917   | 100,00 / 100,00 |       |
| Eleitorado/Participação | Eleitorado/Participação        | 2 596 | 35,32 / 100,00  | 0,30  |

| Freguesia | %     | %     | %     | %     | %    | %    | Votantes |
| Freguesia | PS    | PSD   | CDU   | BE    | PP   | PCTP | Votantes |
| --------- | ----- | ----- | ----- | ----- | ---- | ---- | -------- |
| Granja    | 36,36 | 20,20 | 17,17 | 11,11 | 4,04 | 5,05 | 198      |
| Luz       | 37,04 | 47,41 | 5,93  | 1,48  | 0,74 | 0    | 135      |
| Mourão    | 42,12 | 19,35 | 16,78 | 7,02  | 6,51 | 2,05 | 584      |
| Mourão    | 40,13 | 23,66 | 15,27 | 7,09  | 5,13 | 2,40 | 917      |

### Portel
| Partido                 | Partido                        | Votos | %               | +/-   |
| ----------------------- | ------------------------------ | ----- | --------------- | ----- |
|                         | Coligação Democrática Unitária | 1 047 | 42,08 / 100,00  | 3,17  |
|                         | Partido Socialista             | 826   | 33,20 / 100,00  | 11,84 |
|                         | Bloco de Esquerda              | 172   | 6,91 / 100,00   | 5,42  |
|                         | Partido Social Democrata       | 166   | 6,67 / 100,00   | -     |
|                         | Partido Popular                | 57    | 2,29 / 100,00   | -     |
|                         | PCTP/MRPP                      | 55    | 2,21 / 100,00   | 1,45  |
|                         | Outros                         | 54    | 2,16 / 100,00   |       |
| Votos Inválidos         | Votos Inválidos                | 111   | 4,47 / 100,00   | 2,64  |
| Total                   | Total                          | 2 488 | 100,00 / 100,00 |       |
| Eleitorado/Participação | Eleitorado/Participação        | 6 067 | 41,01 / 100,00  | 2,86  |

| Freguesia                 | %     | %     | %     | %     | %    | %    | Votantes |
| Freguesia                 | CDU   | PS    | BE    | PSD   | PP   | PCTP | Votantes |
| ------------------------- | ----- | ----- | ----- | ----- | ---- | ---- | -------- |
| Alqueva                   | 30,60 | 50,75 | 7,46  | 2,99  | 0    | 0,75 | 134      |
| Amieira                   | 65,33 | 21,78 | 3,56  | 4,44  | 0,44 | 0,89 | 225      |
| Monte do Trigo            | 59,53 | 20,99 | 4,93  | 4,71  | 1,28 | 2,57 | 467      |
| Oriola                    | 38,06 | 39,35 | 10,32 | 1,29  | 1,94 | 3,23 | 155      |
| Portel                    | 31,20 | 35,46 | 8,95  | 10,44 | 3,83 | 2,13 | 939      |
| Santana                   | 37,63 | 36,08 | 5,67  | 6,19  | 3,09 | 2,58 | 194      |
| São Bartolomeu do Outeiro | 42,05 | 35,38 | 7,69  | 4,10  | 1,54 | 4,10 | 195      |
| Vera Cruz                 | 41,34 | 43,58 | 2,79  | 5,59  | 1,12 | 1,12 | 179      |
| Portel                    | 42,08 | 33,20 | 6,91  | 6,67  | 2,29 | 2,21 | 2 488    |

### Redondo
| Partido                 | Partido                        | Votos | %               | +/-     |
| ----------------------- | ------------------------------ | ----- | --------------- | ------- |
|                         | Coligação Democrática Unitária | 561   | 26,78 / 100,00  | Estável |
|                         | Partido Socialista             | 549   | 26,21 / 100,00  | 16,85   |
|                         | Partido Social Democrata       | 360   | 17,18 / 100,00  | -       |
|                         | Bloco de Esquerda              | 263   | 12,55 / 100,00  | 8,49    |
|                         | Partido Popular                | 137   | 6,54 / 100,00   | -       |
|                         | PCTP/MRPP                      | 52    | 2,48 / 100,00   | 1,00    |
|                         | Outros                         | 57    | 2,74 / 100,00   |         |
| Votos Inválidos         | Votos Inválidos                | 116   | 5,54 / 100,00   | 2,21    |
| Total                   | Total                          | 2 095 | 100,00 / 100,00 |         |
| Eleitorado/Participação | Eleitorado/Participação        | 6 349 | 33,00 / 100,00  | 2,37    |

| Freguesia | %     | %     | %     | %     | %    | %    | Votantes |
| Freguesia | CDU   | PS    | PSD   | BE    | PP   | PCTP | Votantes |
| --------- | ----- | ----- | ----- | ----- | ---- | ---- | -------- |
| Montoito  | 39,02 | 25,69 | 14,71 | 8,63  | 3,92 | 2,35 | 510      |
| Redondo   | 22,84 | 26,37 | 17,98 | 13,82 | 7,38 | 2,52 | 1 585    |
| Redondo   | 26,78 | 26,21 | 17,18 | 12,55 | 6,54 | 2,48 | 2 095    |

### Reguengos de Monsaraz
| Partido                 | Partido                        | Votos | %               | +/-     |
| ----------------------- | ------------------------------ | ----- | --------------- | ------- |
|                         | Partido Socialista             | 1 191 | 40,10 / 100,00  | 18,02   |
|                         | Partido Social Democrata       | 559   | 18,82 / 100,00  | -       |
|                         | Coligação Democrática Unitária | 490   | 16,50 / 100,00  | 3,67    |
|                         | Bloco de Esquerda              | 286   | 9,63 / 100,00   | 7,33    |
|                         | Partido Popular                | 131   | 4,41 / 100,00   | -       |
|                         | PCTP/MRPP                      | 70    | 2,36 / 100,00   | Estável |
|                         | Outros                         | 69    | 2,31 / 100,00   |         |
| Votos Inválidos         | Votos Inválidos                | 174   | 5,86 / 100,00   | 3,21    |
| Total                   | Total                          | 2 970 | 100,00 / 100,00 |         |
| Eleitorado/Participação | Eleitorado/Participação        | 9 328 | 31,84 / 100,00  | 1,36    |

| Freguesia             | %     | %     | %     | %     | %    | %    | Votantes |
| Freguesia             | PS    | PSD   | CDU   | BE    | PP   | PCTP | Votantes |
| --------------------- | ----- | ----- | ----- | ----- | ---- | ---- | -------- |
| Campinho              | 49,09 | 10,55 | 23,27 | 5,82  | 4,00 | 1,82 | 275      |
| Campo                 | 47,29 | 17,24 | 14,78 | 4,93  | 1,97 | 5,42 | 203      |
| Corval                | 45,78 | 18,44 | 13,33 | 10,22 | 1,78 | 2,67 | 450      |
| Monsaraz              | 50,74 | 15,93 | 15,04 | 6,49  | 3,24 | 2,36 | 339      |
| Reguengos de Monsaraz | 34,17 | 22,55 | 15,21 | 11,27 | 5,70 | 2,00 | 1 703    |
| Reguengos de Monsaraz | 40,10 | 18,82 | 16,50 | 9,63  | 4,41 | 2,36 | 2 970    |

### Vendas Novas
| Partido                 | Partido                        | Votos  | %               | +/-   |
| ----------------------- | ------------------------------ | ------ | --------------- | ----- |
|                         | Coligação Democrática Unitária | 1 701  | 37,50 / 100,00  | 4,14  |
|                         | Partido Socialista             | 829    | 18,28 / 100,00  | 18,21 |
|                         | Partido Social Democrata       | 825    | 18,19 / 100,00  | -     |
|                         | Bloco de Esquerda              | 420    | 9,26 / 100,00   | 6,79  |
|                         | Partido Popular                | 250    | 5,51 / 100,00   | -     |
|                         | PCTP/MRPP                      | 108    | 2,38 / 100,00   | 0,37  |
|                         | Outros                         | 125    | 2,76 / 100,00   |       |
| Votos Inválidos         | Votos Inválidos                | 278    | 6,12 / 100,00   | 2,79  |
| Total                   | Total                          | 4 536  | 100,00 / 100,00 |       |
| Eleitorado/Participação | Eleitorado/Participação        | 10 582 | 42,87 / 100,00  | 1,83  |

| Freguesia    | %     | %     | %     | %    | %    | %    | Votantes |
| Freguesia    | CDU   | PS    | PSD   | BE   | PP   | PCTP | Votantes |
| ------------ | ----- | ----- | ----- | ---- | ---- | ---- | -------- |
| Landeira     | 48,24 | 20,29 | 11,18 | 5,00 | 4,12 | 4,41 | 340      |
| Vendas Novas | 36,63 | 18,11 | 18,76 | 9,60 | 5,62 | 2,22 | 4 196    |
| Vendas Novas | 37,50 | 18,29 | 18,19 | 9,26 | 5,51 | 2,38 | 4 536    |

### Viana do Alentejo
| Partido                 | Partido                        | Votos | %               | +/-   |
| ----------------------- | ------------------------------ | ----- | --------------- | ----- |
|                         | Coligação Democrática Unitária | 706   | 38,88 / 100,00  | 6,35  |
|                         | Partido Socialista             | 426   | 23,46 / 100,00  | 18,97 |
|                         | Partido Social Democrata       | 260   | 14,32 / 100,00  | -     |
|                         | Bloco de Esquerda              | 181   | 9,97 / 100,00   | 6,62  |
|                         | PCTP/MRPP                      | 58    | 3,19 / 100,00   | 0,95  |
|                         | Partido Popular                | 51    | 2,81 / 100,00   | -     |
|                         | Outros                         | 39    | 2,16 / 100,00   |       |
| Votos Inválidos         | Votos Inválidos                | 95    | 5,23 / 100,00   | 2,32  |
| Total                   | Total                          | 1 816 | 100,00 / 100,00 |       |
| Eleitorado/Participação | Eleitorado/Participação        | 4 985 | 36,43 / 100,00  | 0,82  |

| Freguesia         | %     | %     | %     | %     | %    | %    | Votantes |
| Freguesia         | CDU   | PS    | PSD   | BE    | PCTP | PP   | Votantes |
| ----------------- | ----- | ----- | ----- | ----- | ---- | ---- | -------- |
| Aguiar            | 58,69 | 19,37 | 4,27  | 9,40  | 2,28 | 0,57 | 351      |
| Alcáçovas         | 36,12 | 20,00 | 17,98 | 9,46  | 4,03 | 4,65 | 645      |
| Viana do Alentejo | 32,56 | 27,93 | 15,73 | 10,61 | 2,93 | 2,32 | 820      |
| Viana do Alentejo | 38,88 | 23,46 | 14,32 | 9,97  | 3,19 | 2,81 | 1 816    |

### Vila Viçosa
| Partido                 | Partido                        | Votos | %               | +/-   |
| ----------------------- | ------------------------------ | ----- | --------------- | ----- |
|                         | Coligação Democrática Unitária | 658   | 25,41 / 100,00  | 6,58  |
|                         | Partido Socialista             | 645   | 24,90 / 100,00  | 23,02 |
|                         | Partido Social Democrata       | 561   | 21,66 / 100,00  | -     |
|                         | Bloco de Esquerda              | 286   | 11,04 / 100,00  | 7,98  |
|                         | Partido Popular                | 155   | 5,98 / 100,00   | -     |
|                         | PCTP/MRPP                      | 67    | 2,59 / 100,00   | 0,27  |
|                         | Movimento Esperança Portugal   | 26    | 1,00 / 100,00   | Novo  |
|                         | Outros                         | 44    | 1,70 / 100,00   |       |
| Votos Inválidos         | Votos Inválidos                | 148   | 5,72 / 100,00   | 3,01  |
| Total                   | Total                          | 2 590 | 100,00 / 100,00 |       |
| Eleitorado/Participação | Eleitorado/Participação        | 7 613 | 34,02 / 100,00  | 3,20  |

| Freguesia                    | %     | %     | %     | %     | %    | %    | %    | Votantes |
| Freguesia                    | CDU   | PS    | PSD   | BE    | PP   | PCTP | MEP  | Votantes |
| ---------------------------- | ----- | ----- | ----- | ----- | ---- | ---- | ---- | -------- |
| Bencatel                     | 47,37 | 21,73 | 11,04 | 8,66  | 2,21 | 3,57 | 0,51 | 589      |
| Ciladas                      | 19,62 | 42,26 | 16,98 | 6,04  | 3,77 | 6,04 | 0,75 | 265      |
| Pardais                      | 24,22 | 42,86 | 6,83  | 7,45  | 5,59 | 4,97 | 0,62 | 161      |
| Vila Viçosa (Conceição)      | 21,51 | 19,73 | 27,35 | 12,87 | 7,11 | 1,52 | 1,10 | 1 181    |
| Vila Viçosa (São Bartolomeu) | 13,96 | 20,81 | 29,70 | 13,96 | 9,90 | 1,02 | 1,78 | 394      |
| Vila Viçosa                  | 25,41 | 24,90 | 21,66 | 11,04 | 5,98 | 2,59 | 1,00 | 2 590    |